# Гутман, Галит

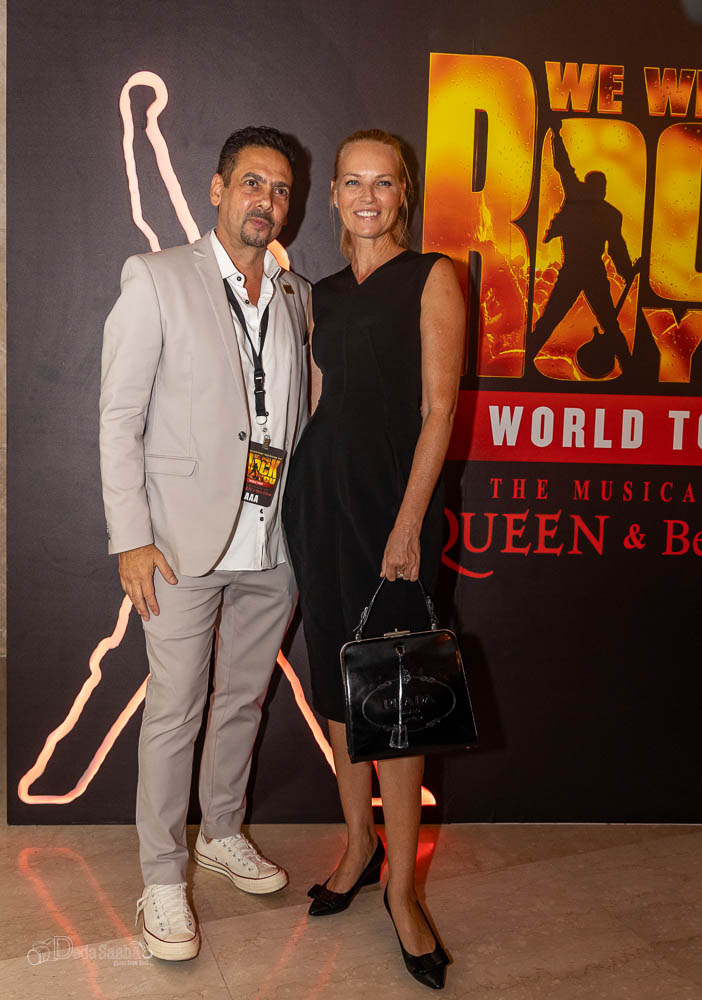
Галит Гутман

Гали́т Гу́тман (ивр. גלית גוטמן‎, 23 сентября 1972, Герцлия, Израиль) — израильская актриса
, фотомодель, телеведущая.

## Биография
Родилась в семье эмигрантов из Румынии и Польши. В 1981 и 1982 годах участвовала в фестивалях детской песни.
Изучала актерское мастерство в школе Йорама Левинштейна. Снялась в израильской мыльной опере «Рамат-Авив Гимель». В 2003 году получила премию «Золотой занавес» журнала E!. С 2006 по 2008 год вела HaDugmaniot, израильскую версию шоу «Топ-модель по-американски».
Снялась в 7 фильмах и телесериалах.
Модельную карьеру начала в 1989 году. После завоевания титула «Открытие года», сделала операцию по увеличению груди и начала работать фотомоделью, выступала на подиуме одновременно с военной службой. Стала одной из ведущих моделей Израиля, была моделью для Castro , H&O, Croacker, Oberzon и Dani Mizrahi.
В 2007 и 2009 годах вела церемонию конкурса королевы красоты Израиля.
Вышла замуж за фотожурналиста Зива Корена, мать двух дочерей. С 2013 года её партнером является бизнесмен Игаль Ахуви, с которым она живёт в Тель-Авиве.